# Bernoullia uribeana
Bernoullia uribeana är en malvaväxtart som beskrevs av José Cuatrecasas. Bernoullia uribeana ingår i släktet Bernoullia och familjen malvaväxter. Inga underarter finns listade i Catalogue of Life.